# Їске Снукс
Їске Снукс (нід. Jiske Snoeks, 19 травня 1978) — нідерландська хокеїстка на траві.
Срібна призерка Олімпійських Ігор 2004 року.
Срібна призерка Чемпіонату Європи 2007 року.
Переможниця Трофею чемпіонів 2005, 2007 років, бронзова призерка 2003 року.